# The Countryman and the Cinematograph
The Countryman and the Cinematograph er en britisk stumfilm fra 1901 af Robert W. Paul.